# Danh sách phim VTV phát sóng năm 2025

Đây là danh sách phim do Đài Truyền hình Việt Nam phát sóng trong năm 2025.
←2024 - 2025 - 2026→

## VTV1 - Phim truyện giờ vàng
Những bộ phim này phát sóng từ 21:00 đến 21:30 các ngày từ thứ Hai đến thứ Sáu trên kênh VTV1.
| Thời gian                 | Tên               | Số tập       | NSX | Đoàn phim | Bài hát chủ đề | Thể loại                  | Ghi chú                                                                            |
| ------------------------- | ----------------- | ------------ | --- | --- | -------------- | ------------------------- | ---------------------------------------------------------------------------------- |
| 17 tháng 3 – 30 tháng 5   | Mẹ biển           | 50           | VFC | Nguyễn Phương Điền (đạo diễn); Kim Li Bắc, Ngọc Bích, Hoàng Hồng Hạnh (biên kịch); Kim Tuyến, Cao Minh Đạt, Trương Minh Quốc Thái, Hương Giang, Huy Cường, Cao Thái Hà, Hiếu Hiền, Phúc An, Kiến An, Đình Hiếu, Lily Chen, Hữu Khang, Huy Khang, Việt Anh, Thanh Hiền, Đào Anh Tuấn, Huỳnh Hồng Loan, Minh Dự, Thanh Thức, Quang Thái, Trúc Mây, Quyên Qui...                            |                | Tâm lý, tình cảm gia đình | Hoãn 5 tập vào ngày 28 - 30 tháng 4, 15 tháng 5 và 19 tháng 5 do sự kiện đặc biệt. |
| 2 tháng 6 -nay            | Dịu dàng màu nắng |              | VFC | Bùi Quốc Việt (đạo diễn); Thu Trang, Tuấn Dương, Mai Diệp, Hà Hà (biên kịch); Duy Hưng, Lương Thu Trang, Nguyễn Ngọc Huyền, B Trần, Lan Hương, Nguyệt Hằng, Cù Thị Trà, Mai Huê, Lưu Duy Khánh, Thái Dương, Đỗ Kỷ, Bùi Minh Phương, Bình An, Phương Hạnh, Thanh Hoa, Xuân Hồng, Tuyết Trinh, Khôi Nguyên, Hà Bích Ngọc, Hoàng Huy, Hồng Nhung, Lê Linh Hương, ... Cameo: Đặng Minh Cúc   |                | Tâm lý, tình cảm gia đình | Hoãn 1 tập vào ngày 20 tháng 6 do sự kiện đặc biệt.                                |
| 22 tháng 7– (sẽ lên sóng) | Gió đổi chiều     | 50 (dự kiến) | VFC | Nguyễn Danh Dũng (đạo diễn); Phan Tuấn Tú, Hoàng Chí Công, Lê Xuân Anh, Lê Hoàng Long, Thanh Quý, Lê Bá Anh, Trần Việt Bắc, Nguyễn Vĩnh Xương, Trần Thái Sơn, Nguyễn Thu Quỳnh, Nguyễn Mạnh Hưng, Nguyễn Thanh Bình, Nguyễn Ngọc Thư, Đào Hoàng Yến, Phạm Tuấn Anh, Chu Mạnh Cường, Bùi Bài Bình, Lê Vân Dung, Nguyễn Công Lý, Nguyễn Tiến Huy, Nguyễn Danh Thái, Thái Phạm, Hồng Hải... |                | Hình sự, chính luận       | Phát sóng nhân dịp kỷ niệm 80 năm ngày truyền thống Công an nhân dân Việt Nam.     |
| (sẽ lên sóng)             | Lằn ranh          |              | VFC | Nguyễn Mai Hiền (đạo diễn); Dũng Liêm (biên kịch); Trọng Trinh, Trung Anh, Phạm Cường, Nguyệt Hằng, Mạnh Trường, Hồng Diễm, Tiến Lộc, Hà Việt Dũng, Doãn Quốc Đam, Bảo Anh, Nguyễn Mạnh Cường, Anh Đào, Nguyễn Huyền Trang, Quỳnh Nga, Huyền Sâm, Dương Đức Quang, Phú Kiên... |                | Hình sự, chính luận       |                                                                                    |

## VTV3 - Phim truyện giờ vàng
- Lưu ý: Từ 17 tháng 2, VTV mở khung giờ vàng mới cho phim truyền hình Việt Nam trên VTV3 từ 20:00 đến 20:50.[2]

### Phim thứ Hai - thứ Tư
Những bộ phim này phát sóng từ 20:00 đến 20:50 các ngày từ thứ Hai đến thứ Tư trên kênh VTV3.
| Thời gian        | Tên                  | Số tập | NSX | Đoàn làm phim | Bài hát chủ đề | Thể loại                     | Ghi chú |
| ---------------- | -------------------- | ------ | --- | --- | -------------- | ---------------------------- | --- |
| 17 tháng 2 – nay | Cha tôi, người ở lại | 45     | VFC | Vũ Trường Khoa (đạo diễn); Trịnh Cẩm Hằng, Trịnh Đan Phượng, Thảo Đan, An Nguyên, Trần Thu (biên kịch); Thái Sơn, Bùi Như Lai, Thu Quỳnh, Trần Nghĩa, Kiều Anh, Lương Thu Trang, Nguyễn Hoàng Ngọc Huyền, Thái Vũ, Minh Tiệp, Công Lý, Trần Kiên, Trung “Ruồi”, Lưu Huyền Trang, Uy Linh, Đức Hùng, Bảo Nam, Bảo An, Phương Linh, Ngô Thu Hương, Vũ Tuấn Việt, Quỳnh Trang, Nguyễn Châu, Thanh Huế, Việt Pháp, Vũ Tuấn Việt, Hoa Thúy, Thùy Liên, Phạm Hồng, Hương Linh, Linh Kool... |                | Gia đình, tình cảm, tuổi trẻ | Tập 33 phát sóng từ 20:20 - 21:00, ngày 30 tháng 4. Dựa theo phim truyền hình Trung Quốc Lấy danh nghĩa người nhà. |
| 26 tháng 5 – nay | Mặt trời lạnh        |        | VFC | Lê Hùng Phương (đạo diễn); Nguyễn Thị Như Khanh (biên kịch); Như Quỳnh, Minh Đức, Mai Thu Huyền, Hữu Châu, Thân Thúy Hà, Quốc Cường, Tú Vi, Minh Hoàng, Hoài Anh, Trí Quang, Nguyễn Anh Tú, Trương Minh Thảo, Lê Khánh Linh, Dũng Hà, Ricky Star, Vũ Tuấn Việt... |                | Tâm lý                       | |

### Phim thứ Năm - thứ Sáu
Những bộ phim này phát sóng từ 20:00 đến 20:50 các ngày thứ Năm và thứ Sáu trên kênh VTV3.
| Thời gian               | Tên                       | Số tập | NSX | Đoàn làm phim | Bài hát chủ đề | Thể loại                      | Ghi chú |
| ----------------------- | ------------------------- | ------ | --- | --- | -------------- | ----------------------------- | ------- |
| 20 tháng 2 – 30 tháng 5 | Những chặng đường bụi bặm | 30     | VFC | Trịnh Lê Phong (đạo diễn); Hồng Tươi, Thủy Vũ, Minh Ngọc (biên kịch); Đình Tú, Võ Hoài Nam, Linh Huệ, Lại Phú Đôn, Thanh Bình, Ngọc Tản, Quỳnh Châu, Trịnh Dương, Tô Dũng, Bảo Hân, Anh Tuấn, Đức Phong, Kim Ngân, Vương Trọng Trí, Hoàng Quân, Đào Phương Anh, Bùi Vũ Phong... |                | Tình cảm, hài hước, phiêu lưu |         |
| 5 tháng 6 – nay         | Cầu vồng ở phía chân trời |        | VFC | Vũ Minh Trí (đạo diễn); Lại Phương Thảo (biên kịch); Trọng Lân, Anh Đào, Nguyễn Ngọc An Nhiên, Bùi Gia Nghĩa, Nguyễn Long Vũ, Ngọc Diệp... |                | Tâm lý, tình cảm gia đình     |         |

### Khung giờ SK Pictures
Những bộ phim này phát sóng từ 20:00 đến 20:30 các ngày từ thứ Hai đến thứ Sáu trên kênh VTV3.
- Lưu ý: Từ ngày 17 tháng 2 năm 2025, khung giờ này đã ngừng phát sóng.

| Thời gian              | Tên                | Số tập | NSX         | Đoàn làm phim | Bài hát chủ đề | Thể loại           | Ghi chú |
| ---------------------- | ------------------ | ------ | ----------- | --- | -------------- | ------------------ | --- |
| 6 tháng 1 – 14 tháng 2 | Đi về miền có nắng | 25     | SK Pictures | Quốc Thuận (đạo diễn); Hiểu Anh, Thanh Tú (biên kịch); Bình An, Hoàng Khánh Ly, Yên Đan, Đức Sơn, Lam Tuyền, Trung Tuấn, Hồ Hồng Thắm, Bảo Tâm, Bảo Trung, Dương Lam Anh, Trung Anh, Thảo Tâm, Ngọc Báu, Phương Đại, Thân Ngọc... |                | Tình cảm, lãng mạn | Hoãn phát sóng 5 tập vào các ngày 27 - 31 tháng 1 để phát sóng các chương trình dịp Tết Nguyên Đán Ất Tỵ 2025. Tên cũ: Cùng em đón bình minh. |